# Интерьерная фотография
Интерьерная фотография — разновидность архитектурной фотографии, съёмка помещений, мебели и аксессуаров.

## Применение
Применяется организациями, ведущими деятельность в сфере дизайна интерьеров, производства мебели и аксессуаров, предприятиями сферы услуг для донесения информации о физическом окружении и риэлторами для информирования покупателей и арендаторов о предлагаемых помещениях.

## Особенности

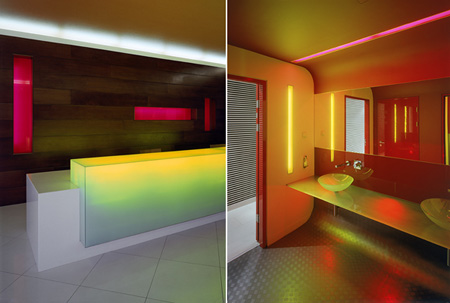
Пример интерьерной фотографии

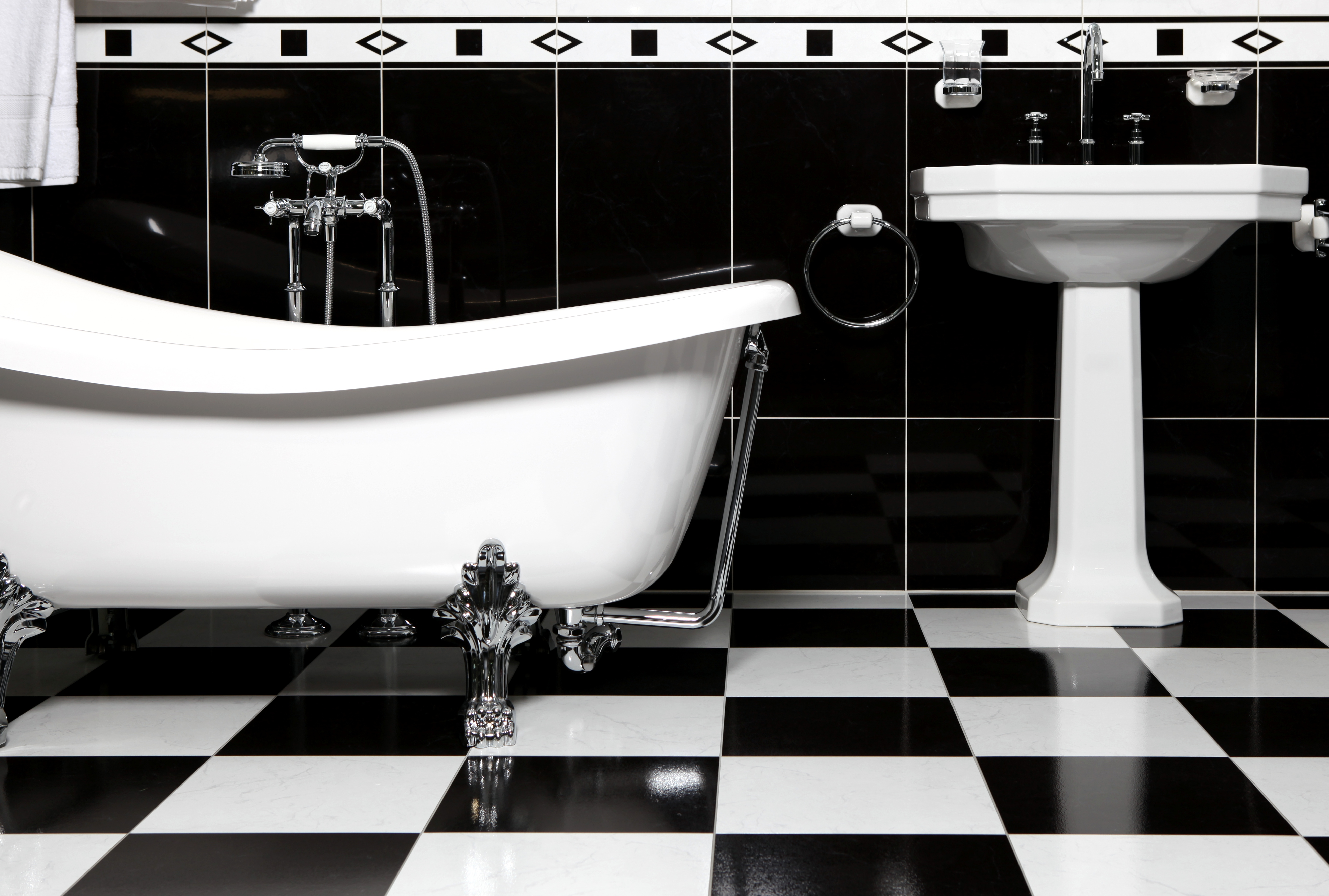
Ванная комната

Для интерьерной фотографии создаётся сюжетный фоторяд, способный передать особенности планировки и дизайна, функциональной и эстетической организации внутреннего пространства офисов, зданий и сооружений.
Основная техническая проблема в интерьерной фотографии — чрезвычайно широкий диапазон яркости объектов, от ярко освещённых оконных проёмов и источников света в кадре, до глубоких теней.
В связи с этим интерьерная фотосъёмка имеет две основные методологии — с подсветкой дополнительными источниками света (обычно сочетается с заменой штатных источников света более слабыми), или с применением технологий HDRI. И та и другая методика позволяют проявить детали в тенях, что очень важно для интерьеров с высокой контрастностью.
Первая методика отличается большей трудоемкостью и высокой стоимостью, поскольку для каждого кадра требуется индивидуальная схема, для создания которой приходится перемещать студийный свет в пространстве интерьера. Вторая методика дает возможности работать быстрее в день фотосъемки, но предполагает отсутствие в кадре движущихся объектов и значительное время последующей обработки.
Для интерьерной фотосъёмки используются широкоугольные объективы, а также объективы «рыбий глаз», с углом зрения 180 градусов. Такие объективы искажают пространство, поэтому изображению требуется дополнительная компьютерная обработка.
Архитектурная съёмка применяется организациями, осуществляющими строительство зданий, ремонт и оформление фасадов, а также другими организациями для формирования или поддержания имиджа.
При создании снимка необходимо учитывать время года и суток, погодные явления. В процессе создания архитектурной фотографии возникают проблемы с дисторсионным искажением зданий. Для минимизации искажения необходимо удаление от объекта съемки, равное двум высотам объекта, что редко осуществимо в городских условиях и в помещениях. Возможно также применение специального тилт-шифт объектива. Также существует вариант коррекции дисторсии программными методами.